# 陇海马路街道
陇海马路街道，是中华人民共和国河南省郑州市管城回族区下辖的一个乡镇级行政单位。陇海马路街道设立于1961年10月，因穿过辖区的主要道路陇海路得名。辖区管辖范围东至城东路，西到熊儿河，南临陇海铁路货运线，北以紫荆山路熊耳河为界，辖区面积3.4平方公里，主次干道13条，常住人口约6.8万人。

## 行政区划
陇海马路街道下辖以下地区：
陇海东路第一社区、陇海东路第二社区、陇海东路第三社区、郑新里社区、陇新社区、紫荆社区、新郑路社区、紫薇社区、黄金叶社区和东豆腐砦社区。

## 经济
陇海马路街道辖区内有公共单位44个，大小企业467家，总纳税户1516户。辖区经济传统上以工业为主，随着郑州卷烟厂、金星啤酒厂的外迁，街道依托辖区区位交通优势，逐步实现经济业态由工业向商贸服务业的转变，大润发超市、曲美家私、龙瑞装饰等企业落户辖区，并先后建成了通利商务楼、方圆创世、荣汇国际等一批商务楼宇。

## 交通
陇海马路街道交通便利，主干道有紫荆山路与陇海东路，分别为南北向和东西向主干道，在辖区内形成十字交叉。陇海路上方设有高架的陇海快速路，为郑州市内贯穿东西的交通干线。郑州地铁2号线纵贯辖区，在紫荆山路与陇海东路交叉口南侧设有陇海东路站。